# Томмі Варг
Томмі Варг (швед. Tommy Wargh; 19 грудня 1986, м. Ерншельдсвік, Швеція) — шведський хокеїст, захисник. Виступає за «Буденс» у Гокейеттан. 
Вихованець хокейної школи МОДО. Виступав за МОДО, «Молот-Прикам'я» (Перм), «Югра» (Ханти-Мансійськ), «Автомобіліст» (Єкатеринбург), «Рубін» (Тюмень), ГІФК, «Сеннер'юск Айсхокей», «Б'єрклевен». 
У чемпіонатах Швеції — 132 матчі (10+22), у плей-оф — 25 матчів (2+0).
У складі молодіжної збірної Швеції учасник чемпіонату світу 2006.

## Досягнення
- Чемпіон Швеції (2007).